# Euphonia luteicapilla
Az Euphonia luteicapilla a madarak osztályának verébalakúak (Passeriformes) rendjébe és a pintyfélék (Fringillidae) családjába tartozó faj.

## Rendszerezése
A fajt Jean Cabanis német ornitológus írta le 1861-ben, a Phonasca nembe Phonasca luteicapilla néven.

## Előfordulása
Costa Rica, Honduras, Nicaragua és Panama területén honos. Természetes élőhelyei a szubtrópusi vagy trópusi síkvidéki esőerdők, száraz erdők, és cserjések, valamint ültetvények, szántóföldek, másodlagos erdők. Állandó, nem vonuló faj.

## Megjelenése
Testhossza 9 centiméter.
|  |

## Természetvédelmi helyzete
Az elterjedési területe nagyon nagy, egyedszáma nagy és stabil. A Természetvédelmi Világszövetség Vörös listáján nem fenyegetett fajként szerepel.